# Менсфийлд парк
„Менсфийлд парк“ (на английски: Mansfield Park) е роман на английската писателка Джейн Остин. Написан между 1812 г. и 1814 г.; първо издание юли 1814 г. от Томас Егертон; последващи – от Джон Мъри.
На български романът е издаден през 2009 г. 

## Основни герои
- Фани Прайс – второто от девет деца в сравнително бедно семейство; изпратена да живее с леля си в Менсфийрд парк. Навремето майка ѝ се омъжва по любов за беден морски офицер, който обаче се пропива, осакатява и е пенсиониран като инвалид. Пенсията му е малка и семейството живее без много удобства. Фани е чувствителна, свита, интелигентна, добродетелна и със здрави морални устои. Тези ѝ качества само подсилват статута ѝ на беден роднина в Менсфийлд. Действието се развива, когато Фани е на 18 и 19 години.
- Лейди Бертрам – леля (сестра на майката) на Фани. Съпруга на заможния сър Томас Бертрам. Вечно отнесена и объркана.
- Сър Томас Бертрам – чичо на Фани; собственик на Менсфийлд парк и на плантация в Антигуа. Първоначално строг и праведен, но впоследствие осъзнава, че поведението му може да е допринесло за падението на дъщеря му Марая.
- Том Бертрам – първородният син на сър Томас и лейди Бертрам, 7 години по-голям от Фани. Основно заинтересуван от забавленията в Лондон; натрупва големи задължения, които принуждават баща му да продаде енорийския пост, който е предназначен за Едмънд. След едно запиване Том се разболява и впоследствие си вади поука от грешките си.
- Едмънд Бертрам – по-малкият син на сър Томас и Лейди Бертрам; шест години по-голям от Фани. Има планове да стане свещеник. Единствен от семейството си мисли за Фани. Като неин пазител и приятел, упражнява огромно влияние върху нея и ѝ помага да се изглади като характер. Привлечен от Мери Крофърд, но по-късно осъзнава чувствата си към Фани.
- Марая Бертрам – изключително красивата по-голяма дъщеря на сем. Бертрам; три години по-голяма от Фани.
- Хенри Крофърд – очарователен, интелигентен и добра партия за женитба, брат на съпругата на енорийския свещеник.
- Мери Крофърд – сестра на Хенри. Красива и очарователна, но неблагонадеждна, до известна степен меркантилна и със съмнителен морал.

## Сюжет
Внимание:  Текстът по-долу разкрива сюжета на произведението (или части от него)!
Фани Прайс, е младо момиче от сравнително бедно семейство, но израсло при заможните си чичо и леля, сър Томас и лейди Бертрам и четирите им деца: Том, Едмънд, Марая и Джулия. Въпреки че е я приемат формално, никой не се отнася с нея като с равна, освен Едмънд, който е и най-добродетелният в семейството. Марая и Джулия са суетни и разглезени, а Том е безотговорен комарджия. С годините признателността на Фани към добротата на Едмънд тайно и постепенно е прераснала в романтични чувства.
Когато децата са вече пораснали строгият сър Томас заминава за година в плантацията с в Антигуа. В негово отсъствие модерните и меркантилни Хенри и Мери Крофърд пристигат в градчето и отсядат при сестра си, съпругата на енорийския свещеник. Тяхната поява разтърсва улегналия живот в Менсфийлд парк, разпалва романтични искри и води до конфузни ситуации. Едмънд и Мери се влюбват един в друг, въпреки че за него поведението ѝ е прекалено еманципирано, а чувството ѝ за хумор – цинично, което показва липса на морални устои. От друга страна тя е очарователна, привлекателна и мила и полага големи усилия да се сприятели с Фани, която обаче е на мнение, че любовта заслепява Едмънд и той не вижда недостатъците на Мери.
Хенри си играе с чувствата на Марая и Джулия, независимо че Марая е вече сгодена за скучния, но изключително заможен, мистър Ръшуърт. Марая вярва, че Хенри е влюбен в нея и се отнася студено към годеника си, предизвиквайки неговата ревност. Фани остава почти незабелязана в семейния кръг и често става свидетел на компрометиращи сцени между Хенри и Марая.
По предложение на Том младежите решават да си организират театрално представление вкъщи. Едмънд и Фани първоначално се противопоставят на идеята, тъй като не намират сюжета за подходящ и смятат, че няма да получат одобрението на сър Томас. Впоследствие Едмънд приема да играе Анхалт, любимия на героинята, играна от Мери Крофърд, за да предотврати участието в ролята на външен човек. Пиесата не само дава възможност на Едмънд и Мери да говорят за чувствата си, но и позволява на Хенри и Марая да флиртуват открито. Сър Томас обаче се връща неочаквано в средата на репетициите и представлението е изоставено. Хенри си тръгва и Марая е съкрушена, тъй като разбира, че се е лъгала в чувствата му. Тя се омъжва за мистър Ръшуърт и се мести в Брайтън като взима Джулия със себе си. Същевременно сър Томас намира, че за последната година Фани се е разхубавила и започва да полага повече грижи за нея.
Хенри се връща в Менсфийлд парк и решава да се позабавлява като накара Фани да се влюби в него. Нейната благост и доброта обаче го карат да се влюби в нея. Когато ѝ предлага ръката си, Фани отказва, възмутена от флирта му с братовчедка ѝ и водена от любовта си към Едмънд. Бертрамови са поразени от решението ѝ, тъй като Хенри е изключително изгодна партия. Сър Томас я укорява за неблагодарността ѝ. Хенри решава да продължи да ухажва Фани с надеждата, че с времето постоянството му ще промени решението ѝ. Сър Томас подкрепя идеята Фани да посети семейството си в Портсмут, като мисли, че липсата на удобства там ще ѝ подейства отрезвително. Хенри посещава Фани в Портсмут, за да я убеди, че се е променил и че е заслужил любовта ѝ. Отношението ѝ започва да се променя положително, но тя все още не е готова да се омъжи за него.
Хенри заминава за Лондон и скоро след това Фани научава за скандал, в който са замесени той и Марая. Двамата са се срещнали отново, но този път флиртът е прераснал в любовна авантюра. Връзката им е разкрита, Марая напуска съпруга си и бяга с Хенри. Скандалът е грандиозен; Марая е принудена да се разведе, но Хенри отказва да се ожени за нея. За зла участ, разпуснатият Том се разболява, а Джулия бяга с негов приятел. Фани се връща в Менсфийлд Парк, за да утеши леля си и чичо си и да се грижи за Том.
При това положение сватбата между Едмънд и Мери е немислима, но той все пак отива да я види за последен път. По време на разговора им става ясно, че Мери не осъжда поведението на Хенри и Марая, а само това, че са се оставили да бъдат разкрити. Главната ѝ грижа сега е да се потули скандалът. Тя дори намеква, че, ако Фани се беше омъжила за Хенри, той щял да се ограничи само с флирт и нямало да се стигне до настоящото положение. Така Едмънд разбира истинската същност на Мери. Разочарован, той се връща в Менсфийлд и става енорийски свещеник. „Точно в подходящото време и не и седмица по-рано“ Едмънд осъзнава колко важна е Фани за него, обяснява ѝ се в любов и двамата се женят. Том оздравява и се променя към по-добро. Марая е отхвърлена от семейството си и отива да живее в „друга страна“, а бягството на Джулия се оказва не чак толкова злочесто. Остин подчертава, че ако Хенри е бил малко по-постоянен и търпелив и не се бил отдал на изкушението да започне връзка с Марая, Фани е щяла да промени решението си и да се ожени за него, особено след сватбата на Едмънд с Мери.

## Адаптации

### Телевизия
- Mansfield Park (1983, БиБиСи) с участието на Силвестра ле Тузел, Никълъс Фарел и Ана Маси.
- Mansfield Park (2007, АйТиВи) с участието на Били Пайпър и Блейк Ритсън.

### Кино
- Mansfield Park (1999) с участието на Франсис О`Конър и Джони Лий Милър.

### Опера
- Mansfield Park (2011) – камерна опера; музика: Джонатан Дав, либрето: Аласдър Мидълтън [2]|